# Liptena
Liptena är ett släkte av fjärilar. Liptena ingår i familjen juvelvingar.

## Bildgalleri

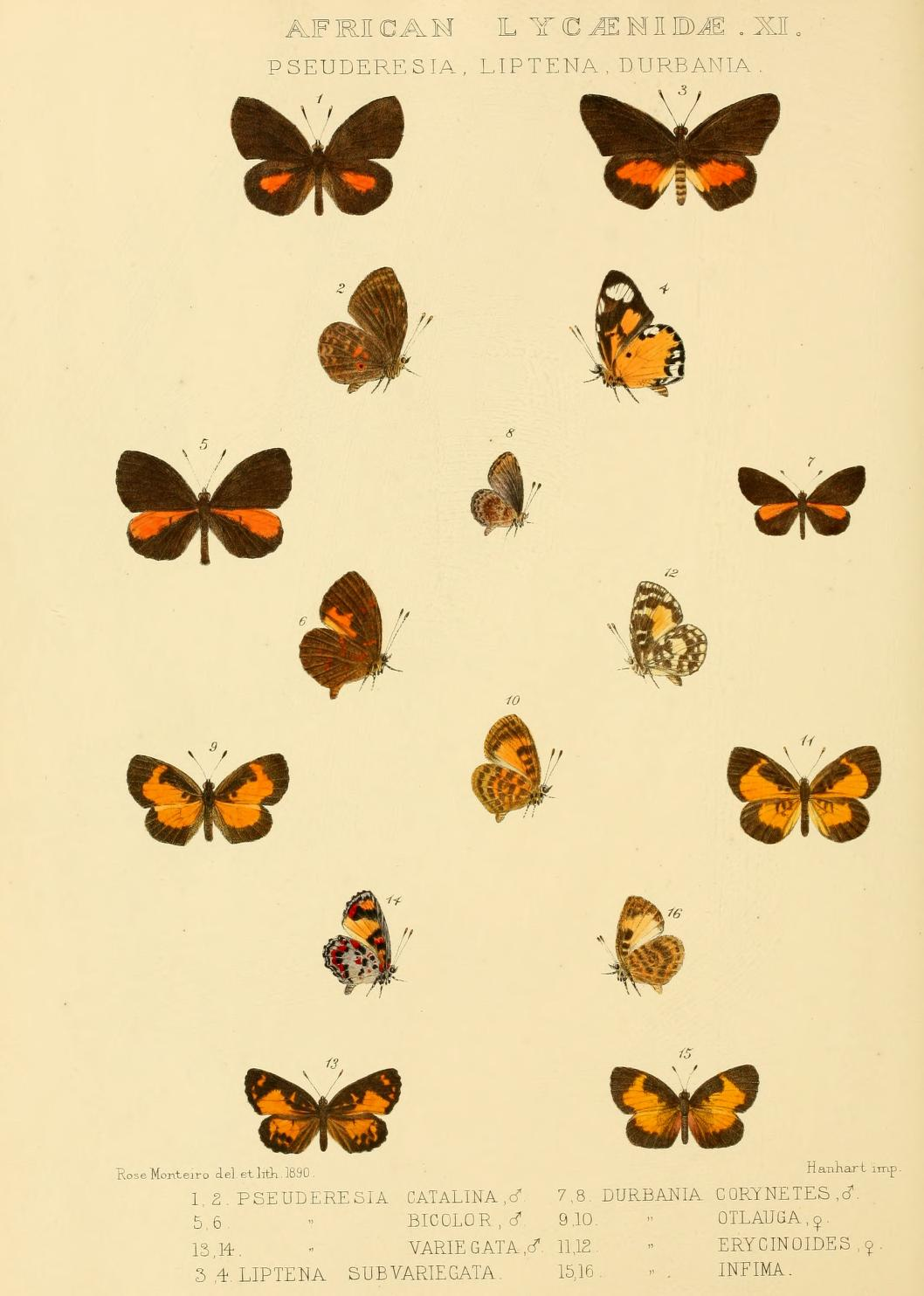
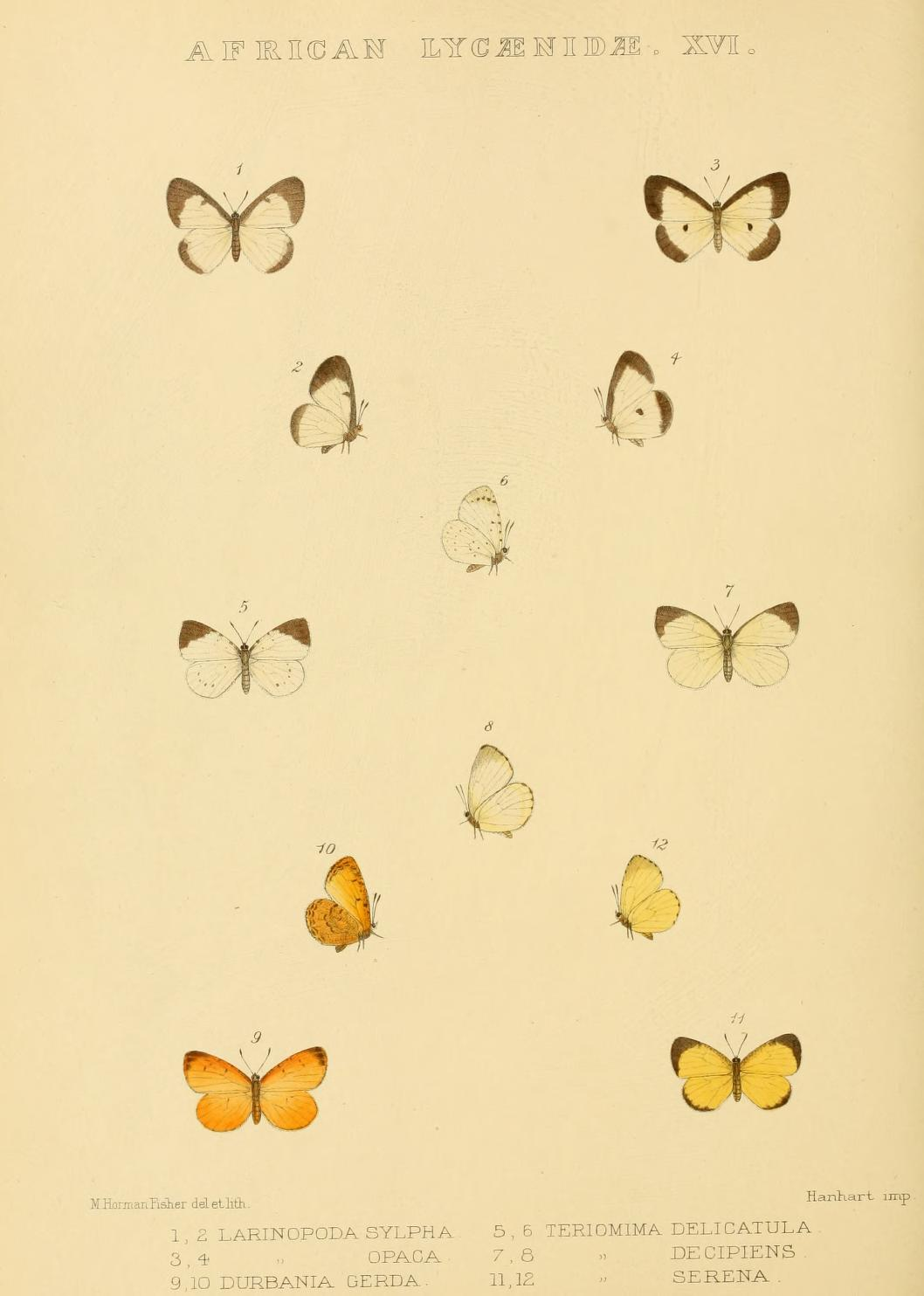
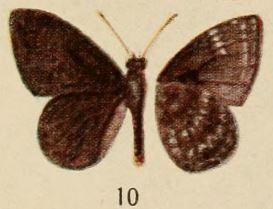
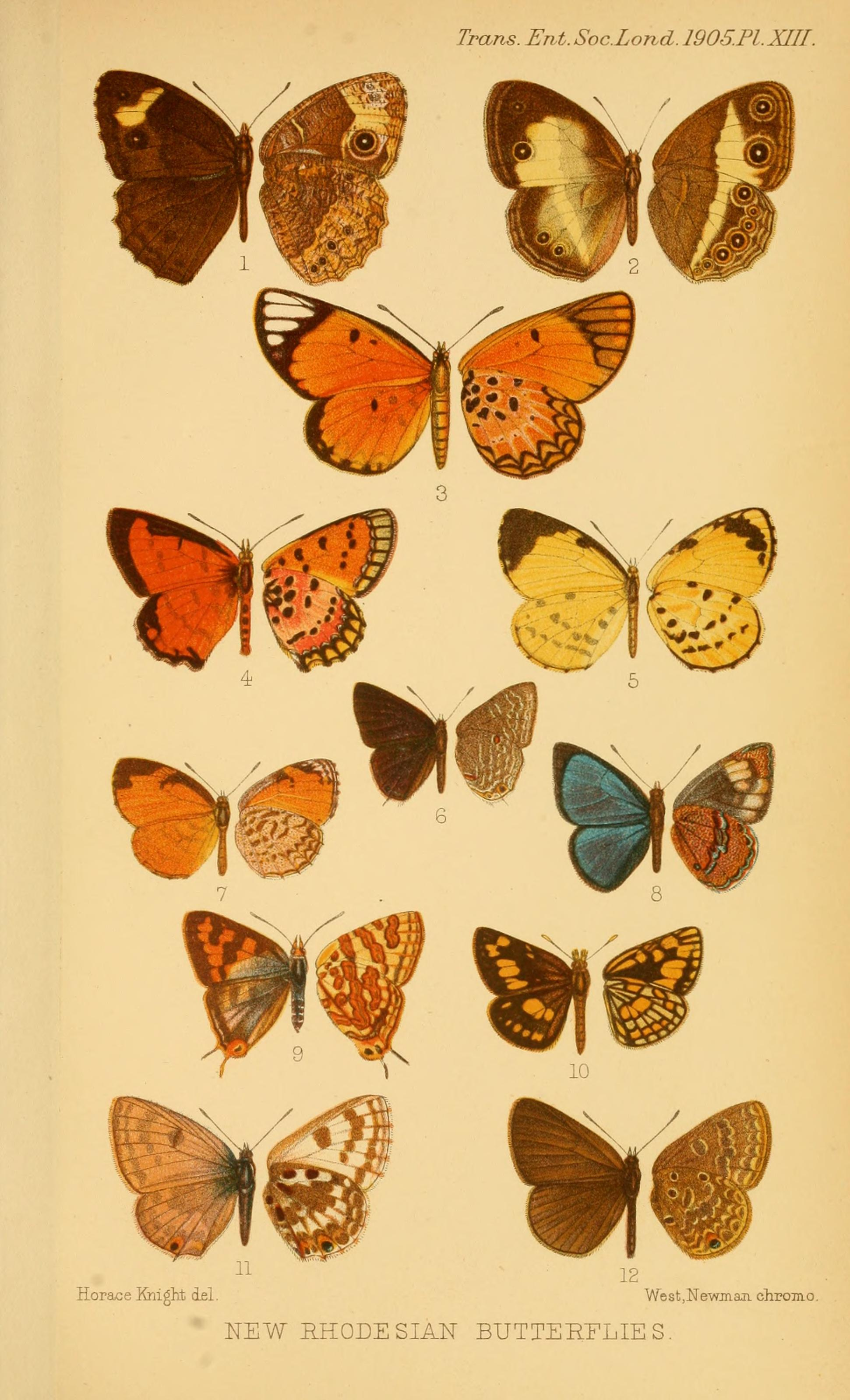
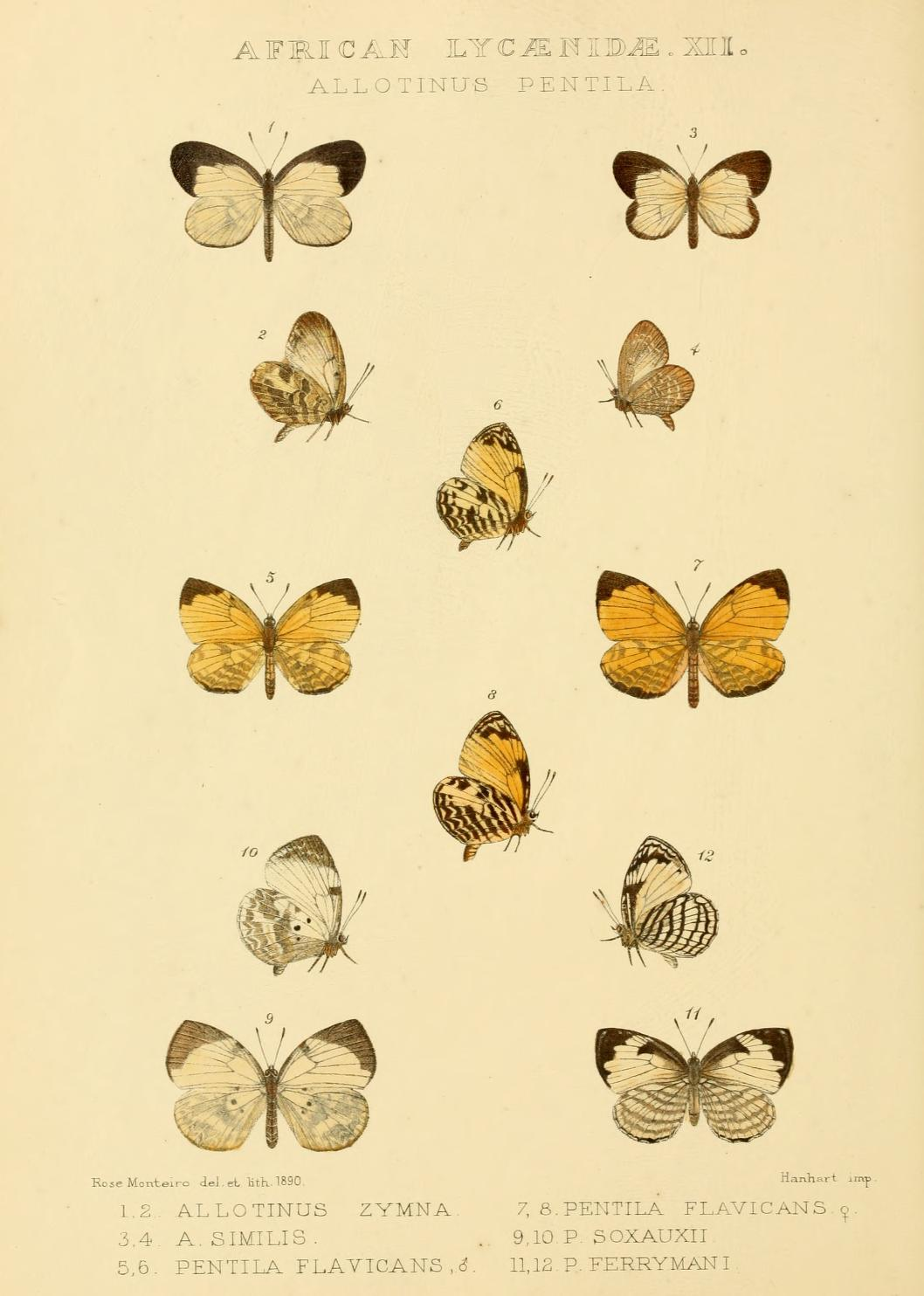
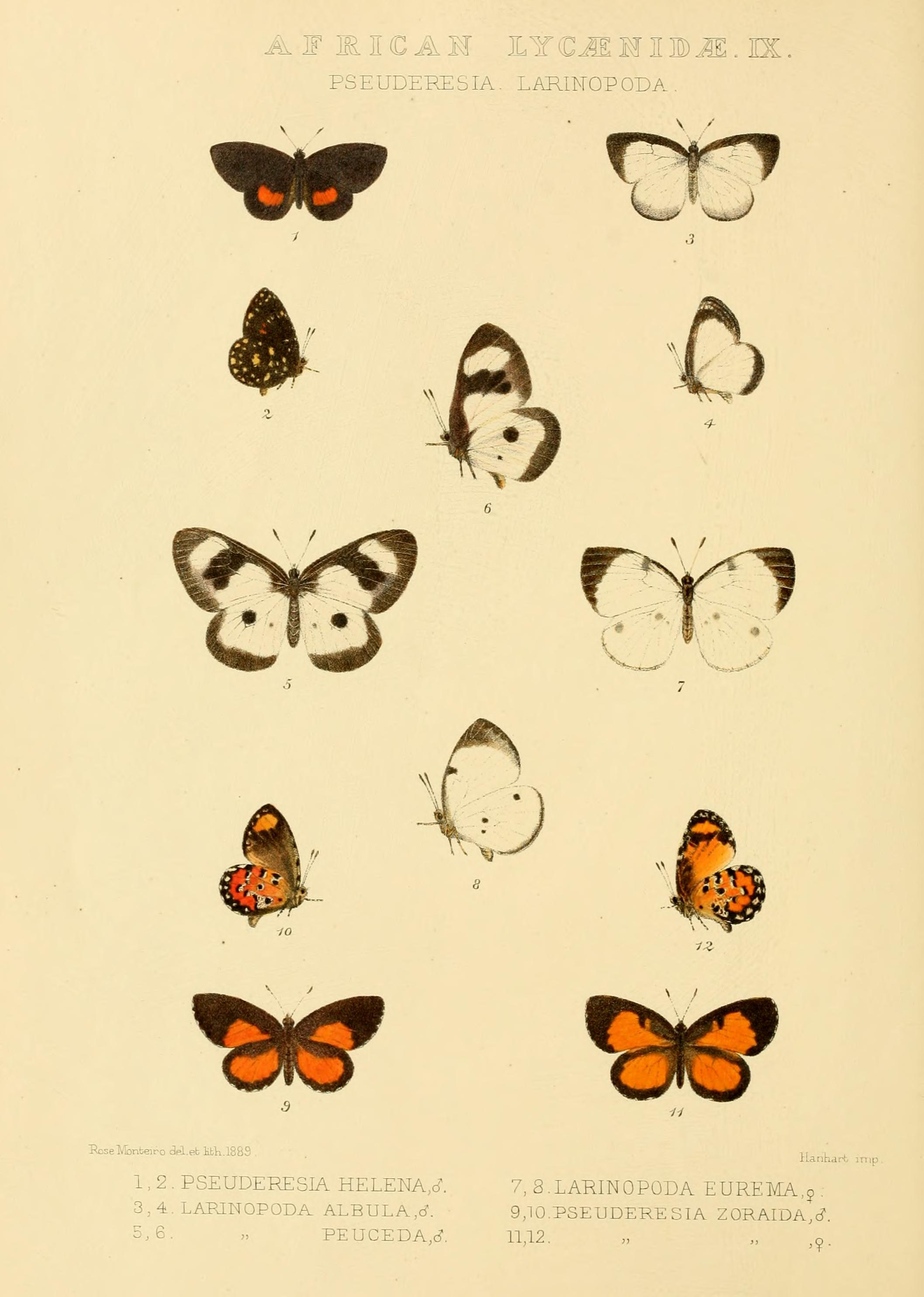

## Dottertaxa tillLiptena, i alfabetisk ordning[1]
- Liptena aequatorialis
- Liptena albicans
- Liptena albomacula
- Liptena albula
- Liptena aliquantum
- Liptena alluaudi
- Liptena amabilis
- Liptena angusta
- Liptena bakeriana
- Liptena bassae
- Liptena batesana
- Liptena bergeri
- Liptena bigoti
- Liptena bolivari
- Liptena cameroona
- Liptena catalina
- Liptena centralis
- Liptena citronensis
- Liptena confusa
- Liptena congoana
- Liptena congoensis
- Liptena coomassiensis
- Liptena daemon
- Liptena decempunctata
- Liptena decipiens
- Liptena despecta
- Liptena durbania
- Liptena eketi
- Liptena erycinoides
- Liptena etoumbi
- Liptena eukrinaria
- Liptena eukrines
- Liptena eukrinoides
- Liptena evanescens
- Liptena fatima
- Liptena ferruginea
- Liptena ferrymani
- Liptena flavicans
- Liptena fontainei
- Liptena fulvicans
- Liptena gabunica
- Liptena girthii
- Liptena gordoni
- Liptena griveaudi
- Liptena hapale
- Liptena helena
- Liptena homeyeri
- Liptena hulstaerti
- Liptena ideoides
- Liptena ilaro
- Liptena immaculata
- Liptena infima
- Liptena inframacula
- Liptena intermedia
- Liptena jacksoni
- Liptena kamitugensis
- Liptena katera
- Liptena kelle
- Liptena langi
- Liptena latruncularia
- Liptena leucostola
- Liptena liberiana
- Liptena maesseni
- Liptena mayombe
- Liptena modesta
- Liptena modestissima
- Liptena mwagensis
- Liptena nigromarginata
- Liptena obsoleta
- Liptena occidentalis
- Liptena ochrea
- Liptena olombo
- Liptena oniens
- Liptena opaca
- Liptena o-rubrum
- Liptena otlauga
- Liptena ouesso
- Liptena overlaeti
- Liptena pearmani
- Liptena perobscura
- Liptena praestans
- Liptena praeusta
- Liptena rectifascia
- Liptena rochei
- Liptena rubromacula
- Liptena sankuru
- Liptena sauberi
- Liptena septistrigata
- Liptena similis
- Liptena simplicia
- Liptena straminea
- Liptena submacula
- Liptena subpunctata
- Liptena subsuffusa
- Liptena subundularis
- Liptena subvariegata
- Liptena teroana
- Liptena tiassale
- Liptena titei
- Liptena tricolora
- Liptena tringa
- Liptena tullia
- Liptena tulliana
- Liptena turbata
- Liptena ugandana
- Liptena undina
- Liptena undularis
- Liptena xantha
- Liptena xanthis
- Liptena xanthostola
- Liptena yukadumae